# Profesionalen Futbolen Klub Montana 2015-2016
Questa voce raccoglie le informazioni riguardanti del Profesionalen Futbolen Klub Montana nelle competizioni ufficiali della stagione 2015-2016.

## Rosa
| N. |                     | Ruolo | Calciatore          |
| -- | ------------------- | ----- | ------------------- |
| 1  | Bulgaria (bandiera) | P     | Veselin Tsvetkovski |
| 4  | Nigeria (bandiera)  | D     | Victor Deniran      |
| 5  | Bulgaria (bandiera) | A     | Georgi Vasilev      |
| 6  | Bulgaria (bandiera) | D     | Martin Sechkov      |
| 7  | Bulgaria (bandiera) | C     | Jordan Todorov      |
| 8  | Bulgaria (bandiera) | C     | Dimităr Iliev       |
| 11 | Bulgaria (bandiera) | C     | Vladimir Michev     |
| 14 | Bulgaria (bandiera) | D     | Anton Lichkov       |
| 17 | Bulgaria (bandiera) | D     | Georgi Pashov       |
| 20 | Bulgaria (bandiera) | D     | Martin Kovačev      |
| 21 | Bulgaria (bandiera) | C     | Samir Aess          |
| 22 | Bulgaria (bandiera) | C     | Anton Kostadinov    |
| 25 | Bulgaria (bandiera) | D     | Milen Lahchev       |

| N. |                         | Ruolo | Calciatore         |
| -- | ----------------------- | ----- | ------------------ |
| 27 | Bulgaria (bandiera)     | C     | Atanas Chipilov    |
| 32 | RD del Congo (bandiera) | P     | M'Sendo Kololo     |
|    | Bulgaria (bandiera)     | P     | Hristo Ivanov      |
|    | Bulgaria (bandiera)     | D     | Martin Dechev      |
|    | Bulgaria (bandiera)     | D     | Ivan Mihov         |
|    | Bulgaria (bandiera)     | C     | Slavcho Shokolarov |
|    | Algeria (bandiera)      | C     | Farès Brahimi      |
|    | Bulgaria (bandiera)     | C     | Iliyan Iliev       |
|    | Brasile (bandiera)      | C     | Thiago Miracema    |
|    | Bulgaria (bandiera)     | C     | Daniel Mladenov    |
|    | Albania (bandiera)      | C     | Albi Dosti         |
|    | Bulgaria (bandiera)     | A     | Ventsislav Ivanov  |
|    | Bulgaria (bandiera)     | A     | Vladislav Zlatinov |